# アルカディア平原
アルカディア平原 (Arcadia Planitia) は、火山の溶岩流でできた火星の平原である。1882年にジョヴァンニ・スキアパレッリが古代ギリシアのアルカディア地方に因んで命名した。

## 地形

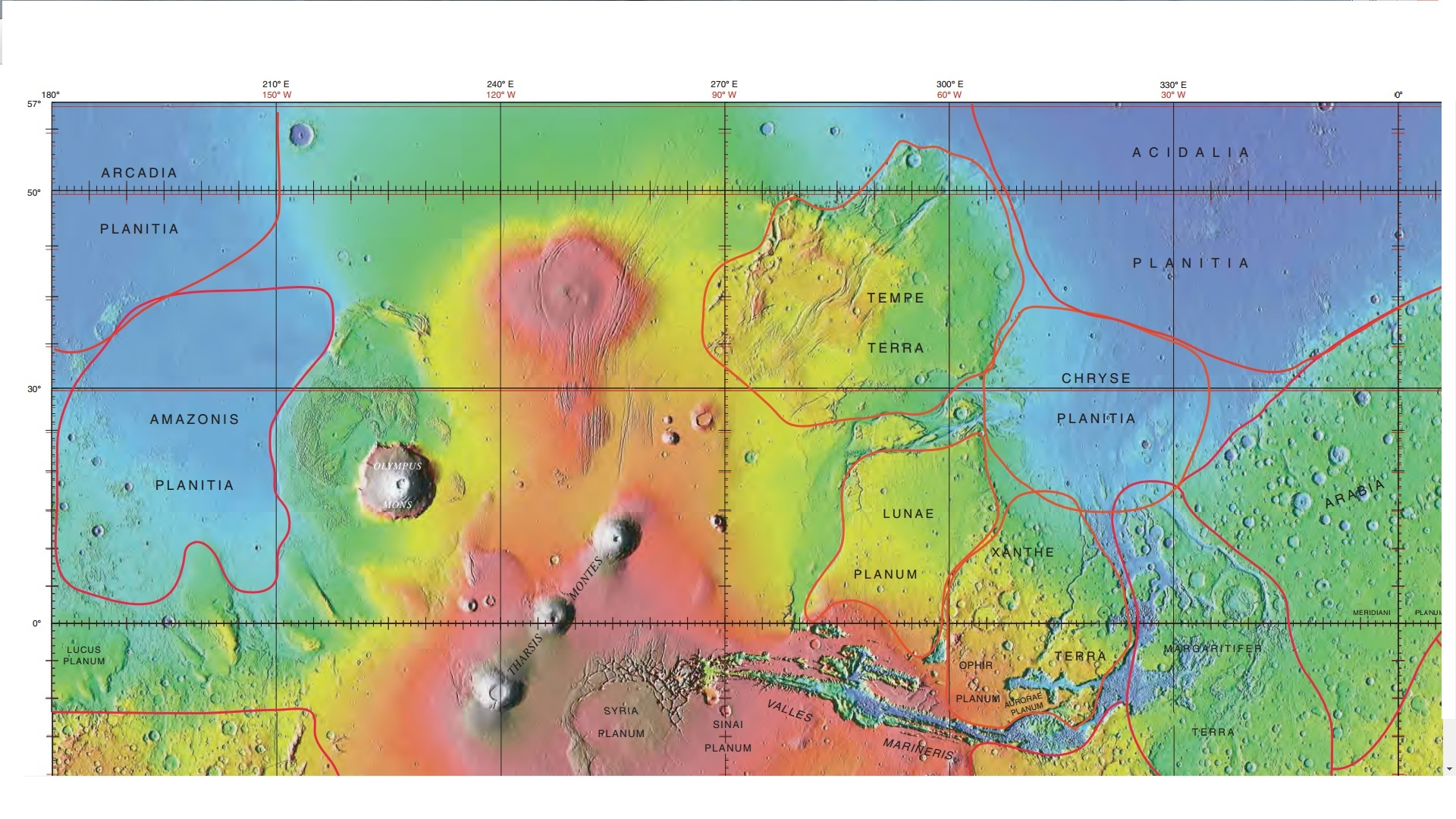
タルシス周辺地域の標高図。アルカディア平原は画像左上の領域である。

形成はアマゾニア代に遡るが、より最近形成された周氷河地形に由来する大きな風食領域も含む。北半球の低地のタルシスの北西に位置し、北緯40度から60度、西経150度から180度に広がる。中心は北緯46度42分 東経192度00分 / 北緯46.7度 東経192.0度である。アルカディア平原は、北のまばらに形成された地形から南の非常に古く形成された地形への遷移地域に位置する。東はアルバ・パテラに続いている。測地系からの標高は0kmと-3kmの間である。
アルカディア平原の低地の多くでは、溝や尾根がみられる。これらは、地表近くが移動していることを示し、地層に近くにある水の凍結と融解によって、地表近くの土壌が非常にゆっくりと移動している地球の地形の特徴と似ている。この事実は、火星のこの地域の地表近くに氷が存在しているという説を支持する。この地域は、将来の火星探査の対象地域として興味を持たれている。

## 画像

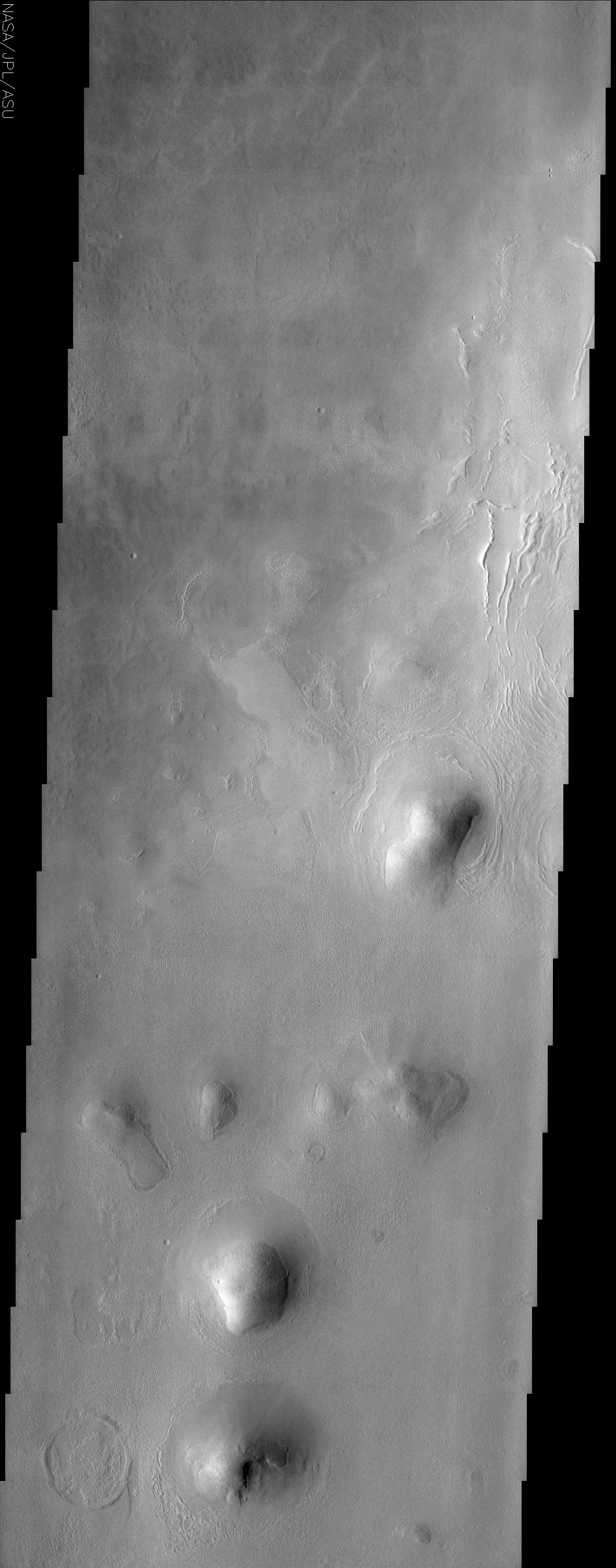